# Пьюбега
Пьюбега (итал. Piubega) — коммуна в Италии, располагается в регионе Ломбардия, подчиняется административному центру Мантуя.
Население составляет 1630 человек, плотность населения составляет 102 чел./км². Занимает площадь 16 км². Почтовый индекс — 46040. Телефонный код — 0376.
Покровителем коммуны почитается святой апостол Иаков Старший, празднование 25 июля.